# Bruno Grou
Bruno Martins Grou (sinh ngày 25 tháng 12 năm 1990) là một cầu thủ bóng đá người Bồ Đào Nha thi đấu cho Pinhalnovense ở vị trí tiền vệ.

## Sự nghiệp bóng đá
Vào ngày 15 tháng 8 năm 2013, Grou có màn ra mắt cho Académico de Viseu trong trận đấu tại Giải bóng đá hạng nhất quốc gia Bồ Đào Nha 2013–14 trước Braga B.